# Laser Squad
Laser Squad je počítačová hra pro počítače Sinclair ZX Spectrum, Amstrad CPC, BBC Micro, Commodore 64 a MSX. Neoficiální varianta hry existuje pro počítače Commodore Plus/4. Hra je pokračováním hry RebelStar. Varianta pro ZX Spectrum byla vydána dříve než varianta pro Commodore 64. Hra umožňuje hru dvou hráčů.
Hra byla vydána se třemi herními scénáři Assassins, Moonbase Assault a Rescue from the Mines s možností další scénáře doplnit později.
Ke hře existují další čtyři herní scénaře (boj v džungli, boj v komplexech budov, boj na velké měsíční základně a boj v budově).
Hraní jednotlivých herních scénářů je v principu stejné, hráč si musí vybrat, jakými zařízeními budou jeho postavy vybaveny (čím lepší je vybavení je, tím je ovšem dražší) a po té se hráč dostane do vlastní hry, kde určuje tahy jednotlivých postav svého týmu. Hra se ovládá pomocí menu, ve kterém se objevují pouze položky, které jsou v daném okamžiku využitelné. Veškeré možné tahy herních postav mají hodnotu vyjádřenou počtem bodů a celkový počet těchto bodů je omezen. Pokud tedy postava své body vyčerpá, může se dostat například do situace, kdy nebude moci utéct před protivníkem. Body je ohodnoceno i pouhé otočení postavy do jiného směru. Každá herní postava má svoje herní charakteristiky, které nejsou zmíněny v pravidlech, ale je možné je snadno zjistit v průběhu hry. Postavy nezískávají zkušenosti s časem.
Hra nemá jediný způsob řešení, záleží na strategii hráče, na rozmístění jeho postav a jak své postavy vybaví.